# Roderik Huber
Roderik Lambertus Willem (Roderik) Huber (Amstelveen, 18 augustus 1985) is een Nederlands hockeyer. 
Huber, lid van de familie Huber, speelde tot dusver 15 interlands (1 doelpunt) voor de Nederlandse hockeyploeg. Hij debuteerde op 28 november 2006 tijdens een wedstrijd tegen Engeland (3-1 winst). In 2010 speelde Huber mee op de Champions Trophy (brons). Hij begon zijn carrière bij THC Hurley en stapte in 2004 over naar Amsterdam H&BC. Bij deze club won hij in 2005 de Europacup I. In 2008 verruilde hij Amsterdam voor Laren. In 2012 maakte Huber bekend te stoppen met tophockey om zich meer te richten op zijn maatschappelijke carrière. Hij werd daarop overgehaald om nog één seizoen te blijven, maar in het voorjaar van 2013 kondigde hij definitief zijn afscheid aan.